# 穿心草属
穿心草属（学名：Canscora）是龙胆科下的一个属，为一年生或多年生草本植物。该属共有30种，分布于东半球热带地区。

## 物种
本属包括以下物种：
- 罗星草 Canscora andrographioides
- 铺地穿心草 Canscora diffusa
- 穿心草 Canscora lucidissima